# Hammerunterwiesenthal
Hammerunterwiesenthal ist ein Ortsteil der Stadt Oberwiesenthal im sächsischen Erzgebirgskreis, der sich um das im 16. Jahrhundert gegründete Hammerwerk Schlössel entwickelte. Der Ort wurde am 1. Januar 1997 nach Oberwiesenthal eingemeindet. Sein Ortsteil Niederschlag wurde dabei nach Bärenstein umgegliedert.

## Geographie

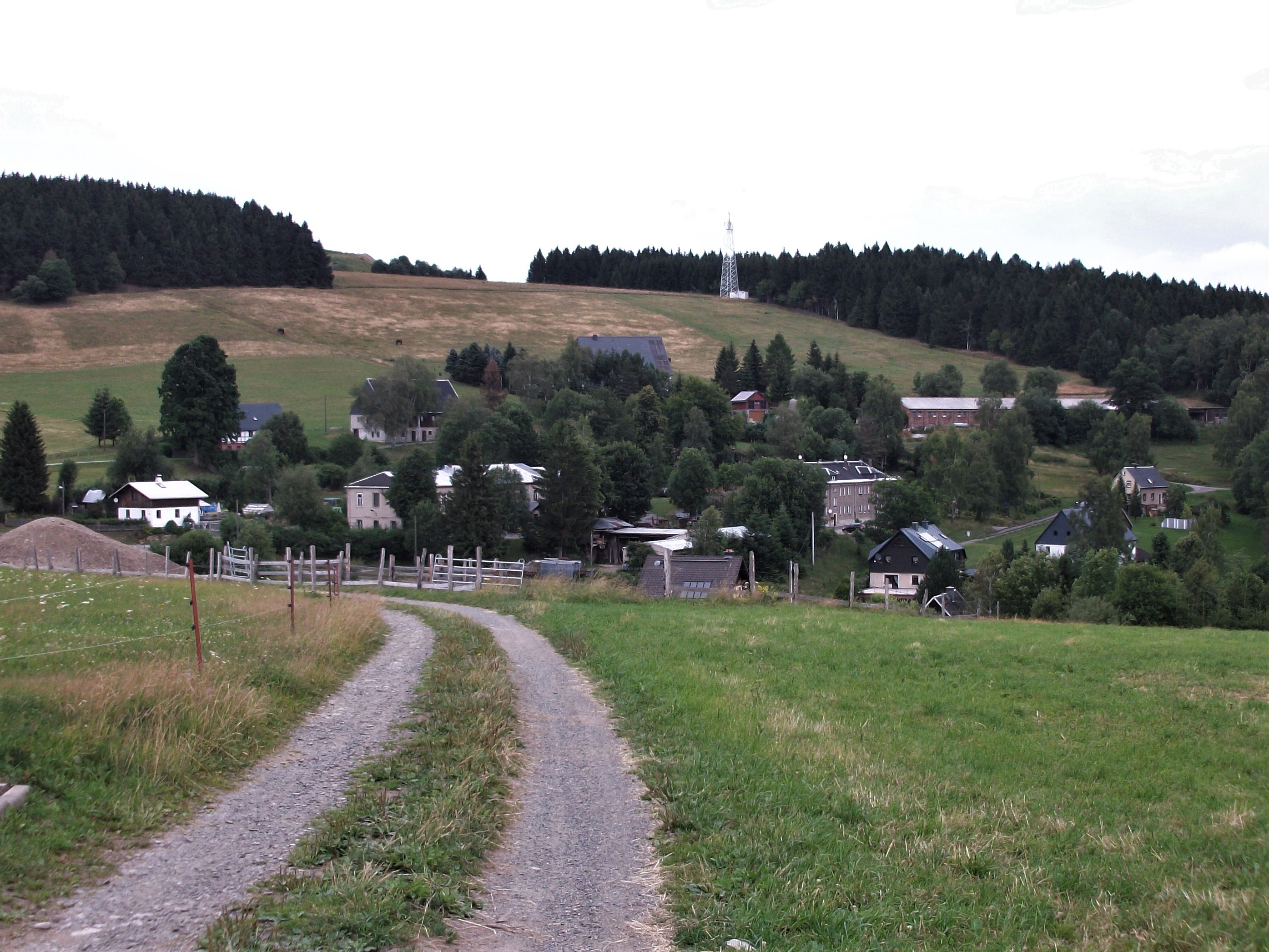
Blick auf den Ortsteil Bärenlohe

### Lage
Hammerunterwiesenthal liegt am Kamm des Mittleren Erzgebirges im Tal des Pöhlbachs, der gleichzeitig die Staatsgrenze zur Tschechischen Republik bildet. Auf böhmischer Seite liegen die zu Vejprty (Weipert) gehörigen Siedlungen České Hamry (Böhmisch Hammer) und Výsada (Lauxmühle), über die Hammerunterwiesenthal durch einen Grenzübergang für Fußgänger verbunden ist.
Das Ortsgebiet von Hammerunterwiesenthal ist im Westen und Norden von folgenden Bergen umgeben, die zur Fichtelbergregion und somit zu den höchsten Erhebungen im Erzgebirge zählen: Eisenberg (1028,8 m ü. NHN) mit dem Stümpelfelsen im Westen und Bachberg (883 m ü. NHN) und Steinberg (877 m ü. NHN) und Toskabank (887 m ü. NHN) im Norden.
Historische Siedlungsplätze in der Flur von Hammerunterwiesenthal sind Schlössel⊙  und Bärenlohe⊙, dessen oberer Teil Berghäuser genannt wurde und nicht mit der gleichnamigen Siedlung in der Flur von Unterwiesenthal (heute: „Am Berg“) zu verwechseln ist.

### Nachbarorte
| Kretscham-Rothensehma | Niederschlag                                | Nové Zvolání (Neugeschrei)                        |
|                       | Kompassrose, die auf Nachbargemeinden zeigt | Výsada (Lauxmühle), České Hamry (Böhmisch Hammer) |
| Unterwiesenthal       | Háj (Stolzenhain)                           |                                                   |

## Geschichte

### 16. bis 18. Jahrhundert

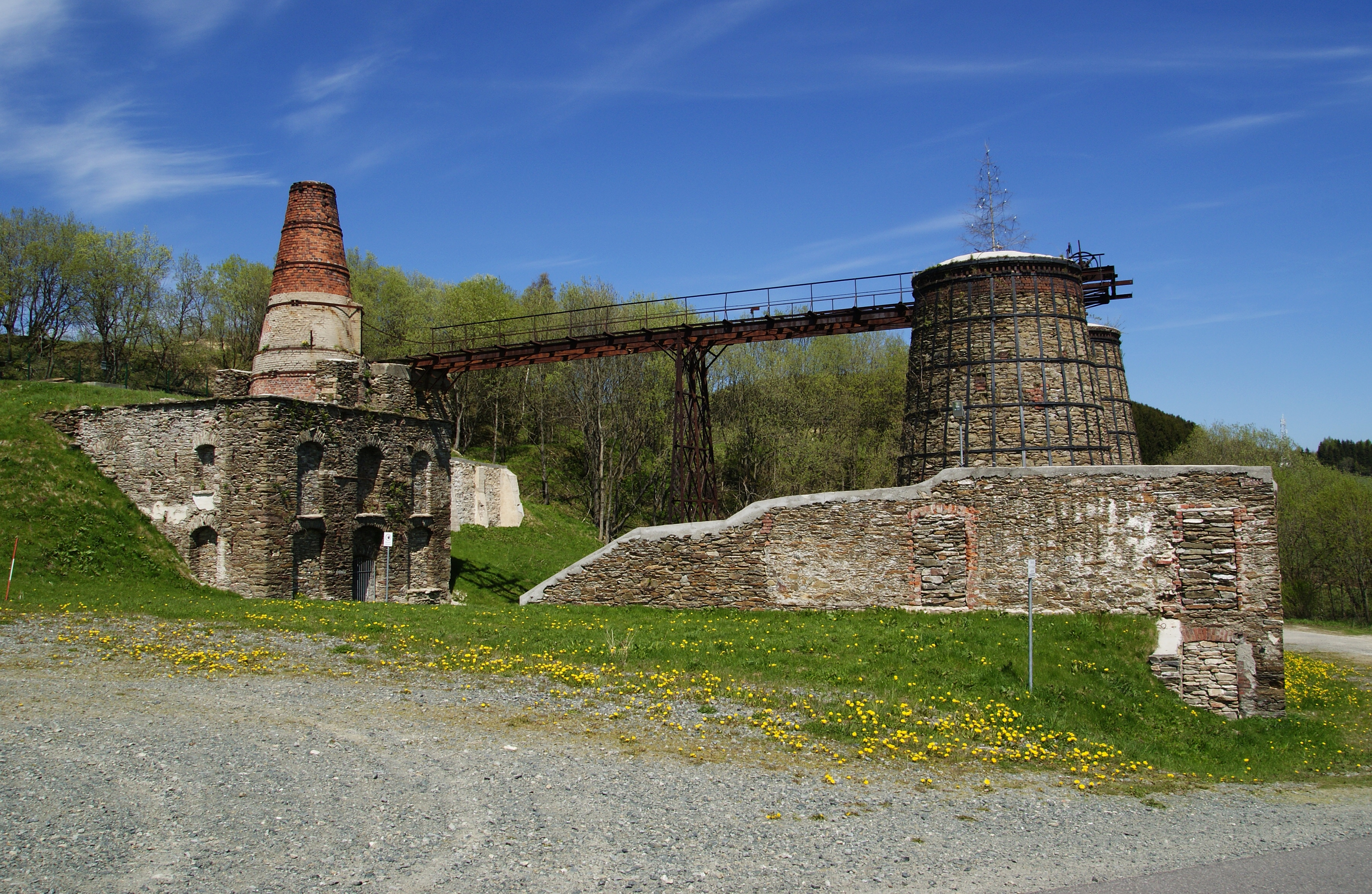
Kalkofen Hammerunterwiesenthal im Mai 2011

Hammerunterwiesenthal ist der jüngste der drei Oberwiesenthaler Stadtteile. Seinen Ursprung hatte der Ort im Hammerwerk Schlössel, das auch „Ritzisches Hammerwerk“ oder „Unterer Hammer“ genannt wurde. Anlass der Gründung des Unteren Hammers und des Roten Hammers am unteren Ortsende von Unterwiesenthal war der Fund von Eisenstein am Eisenberg westlich des Orts. Das Hammerwerk Schlössel war laut der Holzordnung von 1560 im Besitz der Nürnbergischen Gesellschaft. Auf der Oederkarte von 1610 ist an der Stelle der späteren Holzwollefabrik Brenners Hammer eingezeichnet. Unterhalb des Werks bestand eine Mühle mit zwei Gängen, die wahrscheinlich zum Hammer gehörte. 1612 wurde vom damaligen Besitzer Münch ein neues Wohnhaus errichtet, das mit der Jahreszahl und dem adligen Wappen gekennzeichnet war. Er ließ einen Hochofen und den Hammerwerksbetrieb vom Rennfeuer auf die neue Eisenschmelztechnologie umrüsten. Der Bruder des Besitzers besaß zu gleicher Zeit den Roten Hammer in Unterwiesenthal. Nachdem beide an der Pest gestorben waren, gelangte das Hammerwerk Schlössel an eine Familie Ritz in Leipzig, weshalb der Untere Hammer auch „Ritzischer Hammer“ genannt wurde. Nahe an der Grenze zu Böhmen gelegen, litt der Ort im Dreißigjährigen Krieg ständig unter feindlichen Einfällen. Dadurch fiel das Hammerwerk an den sächsischen Landesfürsten, von dem es Johann Christoph Fischer kaufte und wieder zu neuer Blüte führte. Durch das Hammerwerk zogen zahlreiche Arbeiter nach Schlössel, wodurch um das Hammerwerk eine Siedlung entstand.
Aufgrund der im 17. Jahrhundert einsetzenden Gegenreformation im Königreich Böhmen wandten sich am 18. Juli 1656 protestantische Glaubensflüchtlinge (Exulanten) aus Böhmen erstmals an den sächsischen Kurfürsten Johann Georg I., um unterhalb des Roten Hammers einen neuen Ort gründen zu dürfen. Insgesamt stellten 335 Familien ein Gesuch, um sich in der Nähe des unteren Hammerwerks niederzulassen. Gegen den durch kurfürstliche Beamte erbrachten Vorschlag, eine neue Siedlung zu gründen, legten die Städte Ober- und Unterwiesenthal Widerspruch ein, um so einen gewerbereichen Flecken in unmittelbarer Nähe zu verhindern. Im Jahr 1657 erfolgte die Gründung des Orts Hammerunterwiesenthal unter dem Namen „Unter-Hammer“. Die protestantischen Exulanten aus Böhmen trugen somit wesentlich zur Entwicklung von Hammerunterwiesenthal bei. Der neu gegründete Ort Hammerunterwiesenthal lag wie die beiden älteren Nachbarstädte im kursächsischen Amt Crottendorf, das administrativ in engem Zusammenhang mit dem benachbarten Kreisamt Schwarzenberg stand und mit dem es im Jahr 1670 schließlich vereinigt wurde. Zu Hammerunterwiesenthal gehörten im Norden die ebenfalls durch Exulanten im 17. Jahrhundert gegründete Siedlung Niederschlag im Tal des Pöhlbachs sowie die Streusiedlung Bärenlohe am Hang des Bachbergs und die Hammerwerk-Siedlung Schlössel im Süden. Im Jahr 1743 erhielt Hammerunterwiesenthal eine eigene Kirche mit Friedhof, die Filialkirche der Oberwiesenthaler Kirchgemeinde war.
Um 1700 bestand das Hammerwerk aus einer Blechhütte, einer Stabhütte, einem Zinnhaus und einem Beizgewölbe. Die dort erzeugten Bleche wurden durch die Erzgebirgische Blechcompagnie vertrieben. 1756 wurde das Schlössel nur noch als Stabhammer bezeichnet, während 1777 wieder von einem Hochofen und zwei Frisch- und Stabfeuern die Rede ist. 1786 entstand unter der Familie Irmscher ein Drahtwerk.

### 19. Jahrhundert bis zur Gegenwart

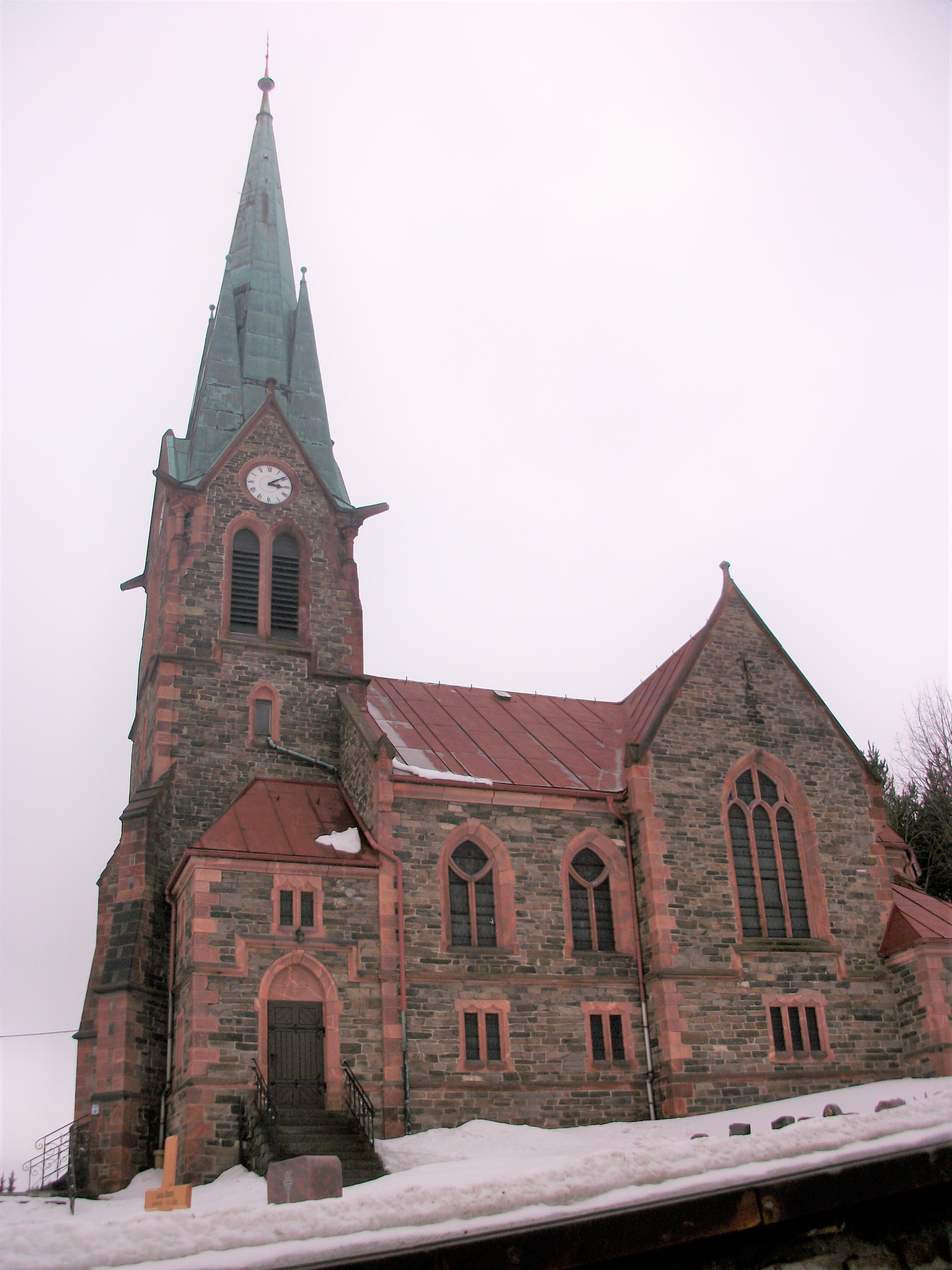
Kirche Hammerunterwiesenthal

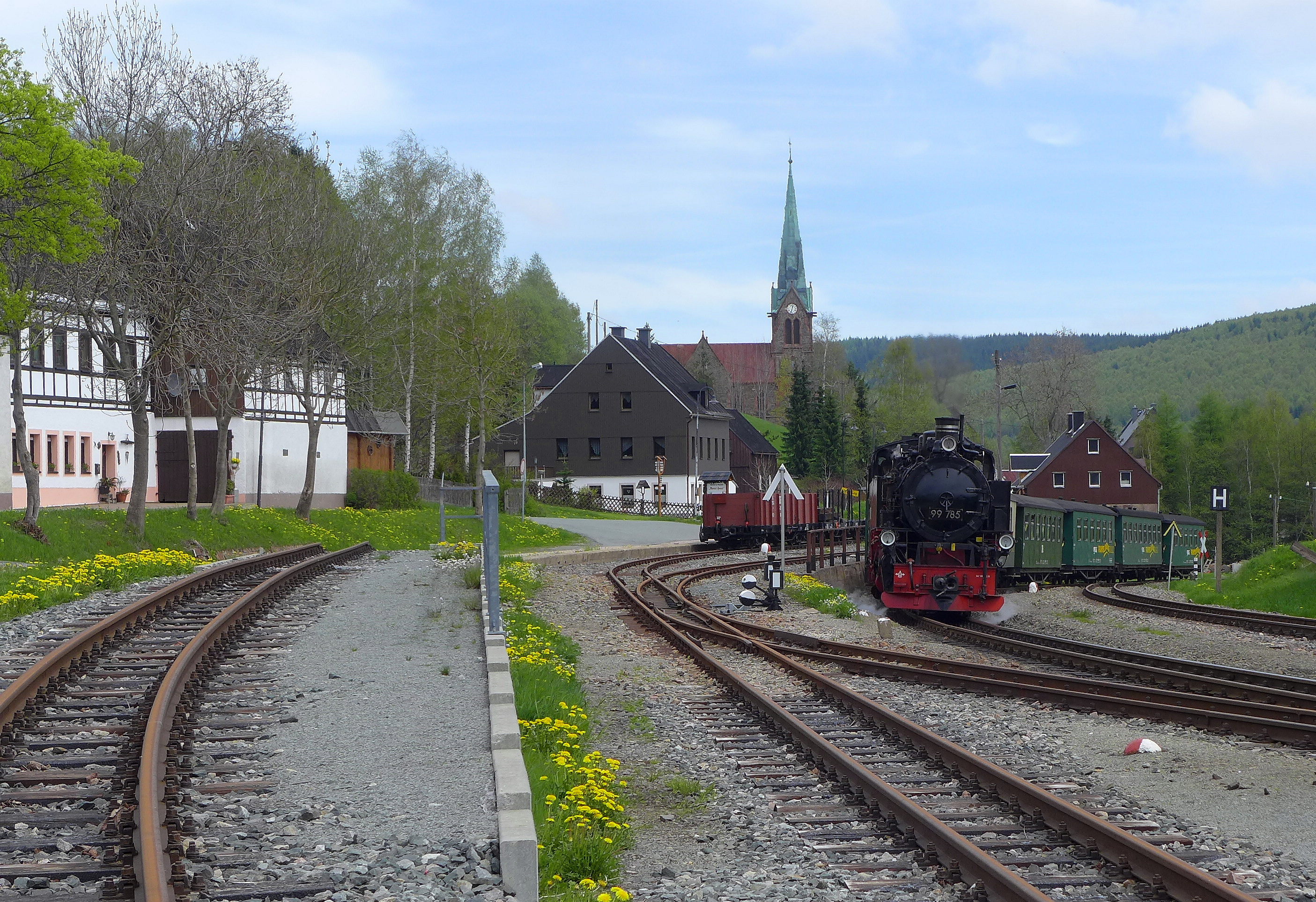
Hammerunterwiesenthal, Bahnhof und Kirche

1821 wurde das Drahtwerk stillgelegt und versteigert. Die Hütte wurde nach Angaben von Johann Traugott Lindner 1848 teilweise abgetragen und der Besitz fortan nur noch als Hammergut weiterbetrieben.
Im Jahr 1834 zählte Hammerunterwiesenthal mit der Siedlung Schlössel 62 Häuser und 475 Einwohner. Es genoss einige städtische Rechte. Bärenlohe zählte zu dieser Zeit 16 Häuser, die nach Hammerunterwiesenthal gepfarrt und geschult waren. Der obere Teil von Bärenlohe an der Straße nach Neudorf wurde als „Berghäuser“ bezeichnet. Zur Kommune Hammerunterwiesenthal zählte noch der Ort Niederschlag mit 39 Häusern und 172 Einwohnern, die nach Bärenstein gepfarrt waren. Im Jahre 1832 erfolgte eine Neuorganisation des Kreisamtes Schwarzenberg. Aus dem südöstlichen Teil des Amtes um Oberwiesenthal und angrenzenden Orten wurde ein Justiz- und ein Rentamt in Oberwiesenthal unter dem Namen Amt Wiesenthal bzw. Gericht Wiesenthal gebildet, zu dem nun auch Hammerunterwiesenthal gehörte. Seit 1856 gehörte Hammerunterwiesenthal zum Gerichtsamt Oberwiesenthal, dessen Verwaltungsbezirk im Jahr 1875 der Amtshauptmannschaft Annaberg angegliedert wurde.
Nordwestlich von Hammerunterwiesenthal befindet sich ein Kalkbruch, auf dem mindestens seit Anfang des 19. Jahrhunderts Kalk gebrochen wurde und der heute wegen der dort vorherrschenden Vegetation unter Naturschutz steht. Seit 1897 ist dort die Firma „Richter GmbH & Co. KG Splitt- und Schotterwerk“ tätig. Durch die am 19. Juli 1897 eröffnete Schmalspurbahn Cranzahl–Kurort Oberwiesenthal, an der Hammerunterwiesenthal einen Bahnhof erhielt, bekam der Ort Anschluss an das Schienennetz.
Ende des 19. Jahrhunderts wurde die baufällige Kirche von Hammerunterwiesenthal abgerissen. Der Neubau des Gotteshauses wurde 1898/99 von Woldemar Kandler errichtet. Sie erhielt bei der Restauration im Jahr 1989 eine neue Orgel. Zur 100-jährigen Kirchweih im Jahr 1999 wurde das Gebäude nach Philipp Melanchthon benannt. Sie ist die einzige Melanchthon-Kirche Sachsens. Seit 2002 gehört die Kirchgemeinde Hammerunterwiesenthal zur „Kirchgemeinde am Fichtelberg“.
Durch die zweite Kreisreform in der DDR kam die Gemeinde Hammerunterwiesenthal mit ihrem Ortsteil Niederschlag im Jahr 1952 zum Kreis Annaberg im Bezirk Chemnitz (1953 in Bezirk Karl-Marx-Stadt umbenannt), der ab 1990 als sächsischer Landkreis Annaberg fortgeführt wurde und 2008 im Erzgebirgskreis aufging.
Die Landgemeinde Hammerunterwiesenthal verlor am 1. Januar 1997 ihre Eigenständigkeit und wurde nach Oberwiesenthal eingemeindet. Dabei wurde der Ortsteil Niederschlag aufgrund einer Unterschriftenaktion der Einwohner nach Bärenstein umgegliedert.
Mit dem Anstieg der Rohstoffpreise wurde eine Gewinnung der Rohstoffe in der an der Ortsgrenze zu Niederschlag befindlichen Lagerstätte auf Fluss- und Schwerspat wirtschaftlich interessant. Am 4. März 2008 erteilte das Sächsische Oberbergamt eine Bewilligung gemäß § 8 Bundesberggesetz (BBergG) auf die Gewinnung von Fluss- und Schwerspat an die „Erzgebirgische Fluss- und Schwerspatwerke GmbH“. Am 8. November 2013 wurde die Grube Niederschlag nach zweiwöchigem Probebetrieb offiziell eröffnet. Seit 2015 läuft das Bergwerk im Regelbetrieb.

### Bevölkerungsentwicklung
| Jahr | Einwohnerzahl     |
| ---- | ----------------- |
| 1789 | 43 besessene Mann |
| 1846 | 608               |
| 1871 | 679               |
| 1890 | 594               |

| Jahr | Einwohnerzahl |
| ---- | ------------- |
| 1910 | 916           |
| 1925 | 854           |
| 1939 | 930           |
| 1946 | 1112          |

| Jahr | Einwohnerzahl |
| ---- | ------------- |
| 1950 | 1827          |
| 1964 | 973           |
| 1990 | 667           |

## Ortslogo
Der im Jahr 1657 gegründete Ort Hammerunterwiesenthal erhielt in späterer Zeit ein Logo, das in der oberen Hälfte zwei grüne Kleeblätter, in der unteren Hälfte Schlägel und Eisen auf einem weißen Grund enthält. Die grünen Kleeblätter symbolisieren das grüne Pöhlbachtal und Schlägel und Eisen stehen für die Hammerwerke im Tal, die die Geschichte des Orts maßgeblich prägten.

## Verkehr

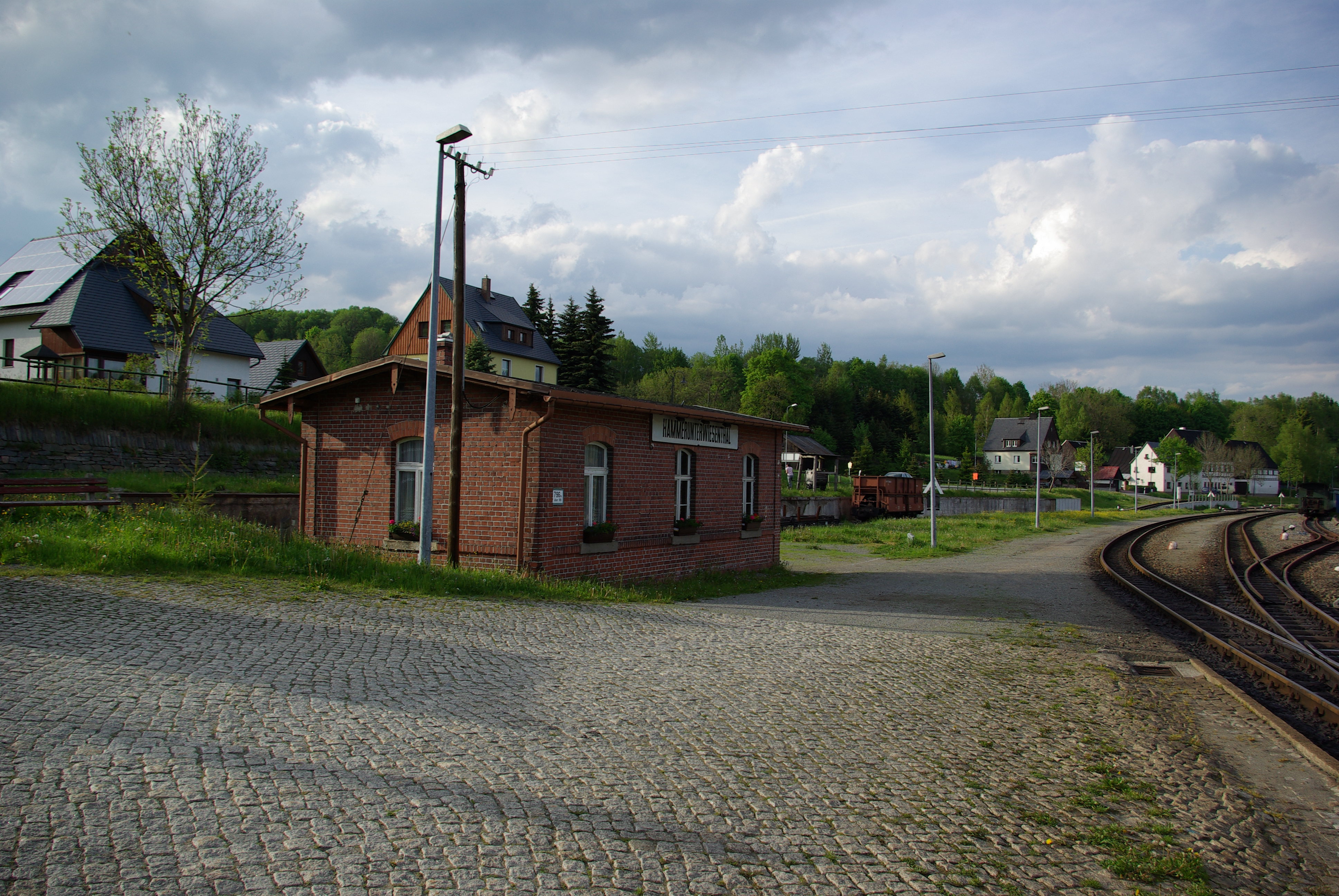
Bahnhof Hammerunterwiesenthal, Wartehalle (2010)

Quer durch den Ort führt die Bundesstraße 95, zudem endet im Ort die Staatsstraße 266 Cunersdorf–Hammerunterwiesenthal. Der Ort besitzt einen Bahnhof an der Schmalspurbahn Cranzahl–Kurort Oberwiesenthal (Fichtelbergbahn), die in Cranzahl Anschluss an die normalspurige Bahnstrecke Vejprty–Annaberg-Buchholz unt Bf hat.
Es besteht ein Fußgängergrenzübergang zur Tschechischen Republik.

## Kultur und Sehenswürdigkeiten
- Maar von Hammerunterwiesenthal: in einem Steinbruch in der Umgebung wurde 1990 das „Maar von Hammerunterwiesenthal“, die erste im Erzgebirge nachgewiesene Maarstruktur beschrieben.[24]
- Schmalspurige Fichtelbergbahn mit Bahnhof Hammerunterwiesenthal
- Kammweg Erzgebirge–Vogtland[25]
- Stoneman Miriquidi, die anspruchsvollste Mountainbikestrecke im Erzgebirge, verläuft nordwestlich des Orts[26][27]
- Bergbaulehrpfad Hammerunterwiesenthal[28]

## Persönlichkeiten
- Hans Siegert (1868–1941), Volkskundler und Heimatdichter
- Barbara Petzold (* 1955), Skilangläuferin
- Johann Georg Gottschald (* 1691 oder 1692; † 1749), Hammerherr in Wittigsthal, Breitenbach und Schlössel